# Jos Ghysen
Jos Ghysen, né le 1er mai 1926 à Hasselt (province de Limbourg), et mort dans cette même ville le 4 juin 2014, est un animateur de radio et de télévision et écrivain belge d'expression néerlandaise.

## Biographie
De 1967 à 1991, Jos Ghysen présente tous les samedis le programme de radio Te Bed of niet te Bed [« Au lit ou pas »] sur la BRT 2. Dans les années 1980, il présente des programmes de télévision comme Zondag Josdag sur VTM.
En 2009, il traduit l'aventure de Tintin On a marché sur la Lune en hasseltois, un dialecte limbourgeois, sous le titre : Manne obbe Moan. La même année, il reçoit le Diamant de la BD pour la promotion de la bande dessinée belge sur le plan international.
En avril 2012, il est accusé d'abus sexuel sur une assistante, mais réfute ces accusations.